# Peter Gwynne
Peter Gwynne (ur. 1929 w Nowej Zelandii, zm. 17 listopada 2011) – był  australijskim aktorem charakterystycznym, występującym w produkcjach telewizyjnych i kinowych.
Był żonaty z Cecily, z którą ma córkę Amandę. 

## Filmografia

### Filmy fabularne
- 1974: Gołąb (The Dove) jako Fred C. Pearson
- 1977: Dot i kangurzyca (Dot and the Kangaroo) - głos
- 1979: Tim jako Tom Ainsley
- 1986: Raj rekina (Shark's Paradise) jako Mer
- 2008: Australia jako kamerdyner Lady Sarah

### Seriale TV
- 1970: Delta jako Len Reeves/Wilson
- 1973: Ryan jako Fitch
- 1971–1976: Matlock Police jako Foster/Vin Williams/detektyw sierżant Andy Murdoch/detektyw sierżant Jack Maloney
- 1978: Pod wiatr (Against the Wind) jako pan Francis Mulvane
- 1983: Powrót do Edenu (Return To Eden) jako Bill McMaster
- 1985: Matka i syn (Mother and Son) jako wujek Tom
- 1986: Latający doktorzy (The Flying Doctors) jako John Irving
- 1986: Powrót do Edenu (Return To Eden) jako Bill McMaster
- 1998: Cena życia (All Saints) jako Russell Geddes
- 2000: Zatoka serc (Home and Away) jako pan Geraldson